# Nová orientace
Nová orientace byl neformální teologický proud v Českobratrské církvi evangelické, jehož stoupenci se snažili nově formulovat teologická a eklesiologická východiska činnosti ČCE a zároveň aktivně zaujímat kritické postoje vůči společenským poměrům v socialistickém Československu.
Nová orientace filozoficky a teologicky čerpala z myšlenek teologa a pastora Dietricha Bonhoeffera (úsilí o nenáboženskou, resp. civilní interpretaci křesťanské zvěsti); filozofa Emanuela Rádla; teologa, vysokoškolského pedagoga a teologického interpreta marxismu Josefa Lukla Hromádky a jiných. Jejími čelnými představiteli byli: Jakub Trojan, Miloš Rejchrt, Jan Šimsa, Jan Čapek, Božena Komárková, Ladislav Hejdánek, Milan Balabán, Alfréd Kocáb, Jaroslav Pfann a další.
Nová orientace vznikla na konci 50. let 20. století. K jejím nejvýznamnějším úspěchům patřila podpisová akce z roku 1963, která odvrátila realizaci záměru komunistů na zákonné stanovení povinnosti rodičů vychovávat děti v ateistickém světonázoru s možností sankčního odnětí dětí.
V 70. letech byli představitelé Nové orientace perzekvováni a někteří i vězněni. Koncem 70. let činnost Nové orientace prolnula s Chartou 77: Božena Komárková se podílela na její formulaci a většina stoupenců Nové orientace se stala signatáři a aktivisty Charty 77.